# Sternidius decorus
Sternidius decorus là một loài bọ cánh cứng trong họ Cerambycidae.